# Macronotops fulvopilosa
Macronotops fulvopilosa är en skalbaggsart som beskrevs av Leon Fairmaire 1894. Macronotops fulvopilosa ingår i släktet Macronotops och familjen Cetoniidae. Inga underarter finns listade i Catalogue of Life.